# Fly!
 (juin 2019).
Si vous disposez d'ouvrages ou d'articles de référence ou si vous connaissez des sites web de qualité traitant du thème abordé ici, merci de compléter l'article en donnant les références utiles à sa vérifiabilité et en les liant à la section « Notes et références ».
Fly! est un jeu vidéo de simulation de vol sorti en 1999 et fonctionne sur Mac OS et Windows. Le jeu a été développé par Terminal Reality puis édité par Gathering of Developers.
Avec un manuel de près de 300 pages - abordant des sujets comme l'aérodynamisme, le contrôle aérien, la météorologie, la navigation... - ce jeu est très axé sur le réalisme de vol et du pilotage. Ce manuel est considéré comme l'un des meilleurs dans sa catégorie[réf. nécessaire].
Une version étendue est sortie en 2000 : Fly! 2K.
Une suite appelée Fly! II a été développée en 2001 qui comprend des hélicoptères. Entre-temps, le concepteur de Fly !, Richard Harvey, est décédé à 35 ans d'un cancer[réf. nécessaire].
La communauté française des passionnés continue d'être actives par ses réalisations de modèles (avions : PA-28, PA-19, Socata TBM-700, ATR 42, Dauphin, Seneca V, TB-10, etc. scènes 2D et 3D).